# Oswego (Kansas)
Oswego település az Amerikai Egyesült Államok Kansas államában, Labette megyében, melynek megyeszékhelye is. Lakosainak száma 1668 fő (2020. április 1.).

## Népesség
A település népességének változása:

| 2010 | 1 829 |
| 2020 | 1 668 |